# بيقية بانونية
البيقية البانونية (باللاتينية: Vicia pannonica) نوع نباتي يتبع جنس البيقية من الفصيلة البقولية.

## الموئل والانتشار
تنتشر في المغرب العربي وتركيا والقوقاز ومعظم مناطق أوروبا. توجد في بلاد الشام ومناطق أخرى في وسط وشمال أوروبا بشكل نبات دخيل. سميت نسبة إلى منطقة بانونيا في الإمبراطورية الرومانية وهي تقع اليوم في المجر والبلقان.

## الوصف النباتي
نبات عشبي. الورقة ريشية مركبة تنتهي بمحلاق.